# Монкевич Борис Григорович
Монкевич Борис Григорович (нар. 25 березня 1896, Баговиця Кам'янецького повіту Подільської губернії — пом. 7 лютого 1971, Монреаль, Канада) — сотник Армії Української Народної Республіки.

## Життєпис
Монкевич Борис Григорович народився у с. Баговиця Подільської губернії в родині Григорія Степановича Монкевича та Параски Іллівни Мельник (до шлюбу). До 1910 р. жив у Кам'янці-Подільському, а згодом переїхав до свого дядька в Одесу. 1915 р. закінчив там реальну школу, а наступного року — Одеську військову школу. В 1916—1917 рр. прапорщик Монкевич перебував у дієвій армії на фронтах Першої світової війни.
У 1917 р. — хорунжий 1-го Гайдамацького куреня в Одесі. З січня 1918 р. служив у полку ім. Сагайдачного в Києві, брав участь у вуличних боях у січні 1918 р., пізніше вступив до 1-го Запорізького полку Окремої Запорізької бригади, формував 4-ий Запорізький полк ім. Богдана Хмельницького Армії УНР . З 08.11.1920 р. — ад'ютант начальника 1-ї Кулеметної дивізії Армії УНР.
У листопаді 1920 р. Монкевича разом з іншими інтерновано в Пйотркуві-Трибунальському (Польща). 1921 року йому вдалося звільнитися з табору. Рік навчався на математичному факультеті Варшавського університету, потім на архітектурному факультеті Варшавської політехніки. Після відкриття в Подєбрадах Української господарської академії, у якій навчалися переважно вояки Армії УНР, Монкевич змінив навчальний заклад. У червні 1924 р. він звернувся до керівництва академії з проханням прийняти його на лісовий відділ агрономічно-лісового факультету. Проте, як свідчать джерела, Борису Монкевичу відмовили у вступі до академії, оскільки його «особисту справу» було розпочато 27 червня, а завершено вже 14 липня 1924 р.
Під час перебування в Польщі Борис Монкевич написав низку спогадів. Перша відома його публікація з'явилась у «Календарі Червоної Калини на 1923 р.». Називалась вона «Крути: з давно пережитого». Наступні відомі публікації виходять уже 1927 року в журналі «Табор», що видавався у Варшаві, — «Слідами запорожців (про Окрему запорозьку дивізію)» та «Піонери Українського війська». 1928 р. у Львові виходить його надзвичайно цінна книга «Слідами новітніх запорожців…». У ній автор із позицій військового фахівця детально описує десятки переможних боїв, в яких брали участь запорожці Петра Болбочана.
У 1929 р. Борис Монкевич видає нову книгу — «Чорні Запорожці: Зимовий похід й остання кампанія Чорних Запорожців». Крім цього, Монкевич опублікував статті: «Бій під Крутами», «Дещо про співпрацю панцирних авт під час оборони Києва в січні 1918 р.», «Із днів змагання (уривок з воєнних спогадів)», «Слідами новітніх запорожців: Запорозький корпус. 1918 р.», «Організація регулярної армії Української Держави 1918 р.», «Оборона Катеринослава (уривок зі споминів)», «З останніх днів боротьби».
Жив на еміграції у Канаді. Був довголітнім членом Ради гетьманського руху. Помер та похований у м. Монреаль (Канада) на цвинтарі Mount Royal Cemetery.

## Спогади
Товариш Бориса Монкевича Степан Цап-Канівець пригадував: 
|  | Треба сказати, що він визначався колись силою волі, подиву гідною сміливістю, ясністю думки, неустрашимістю перед небезпекою і палкою любов’ю до Батьківщини... Переконливість, безстрашність навіть перед сильними різнобарвними персонами. Перед лицемірами й фальсифікаторами історичної нашої правди, перед псевдонауковцями. Говорив і писав завжди правду, відверто про те, про що інші жахалися навіть подумати. |